# Elżbieta z Saksonii-Altenburg (1865–1927)
Elżbieta Augusta Maria Agnieszka (ur. 25 stycznia 1865 w Meiningen; zm. 24 marca 1927 w Lipsku) – księżniczka Saksonii-Altenburg, wielka księżna Rosji.
Była drugim dzieckiem księcia Maurycego (Moritza) z Saksonii-Altenburg (1829–1907), i jego żony, księżniczki Augusty Luizy Adelajdy Saksonii-Meiningen (1843–1919).
Jako młoda dziewczyna odbyła kilka podróży po Europie, odwiedzając swoich krewnych. W 1882 roku w Altenburgu, kiedy księżniczka miała 16 lat, spotkała swojego kuzyna, wielkiego księcia Konstantyna Konstantynowicza Romanowa (1858–1915) i natychmiast rozpoczęły się rozmowy o ich małżeństwie. W 1884 roku księżniczka ponownie odwiedziła Rosję i zaręczyny zostały oficjalnie ogłoszone. Elżbieta jednak dała do zrozumienia, że pragnie nadal pozostać luteranką, co poważnie dotknęło jej narzeczonego, który był głęboko przywiązany do prawosławia. Sytuacja pogorszyła się, kiedy niemiecka księżniczka nie chciała pocałować prawosławnego krzyża.
Ślub odbył się 27 kwietnia 1884 roku. Małżeństwo było szczęśliwe, chociaż wielki książę był biseksualistą i miał różnych kochanków.
Konstanty i Elżbieta mieli dziewięcioro dzieci:
- księcia Iwana (1886–1918)
- księcia Gawriłła (1887–1955)
- księżniczkę Tatianę (1890–1970)
- księcia Konstantego (1891–1918)
- księcia Olego (1892–1914)
- księcia Igora (1894–1918)
- księcia Jerzego (1903–1938)
- księżniczkę Natalię (1905)
- księżniczkę Wierę (1906–2001)

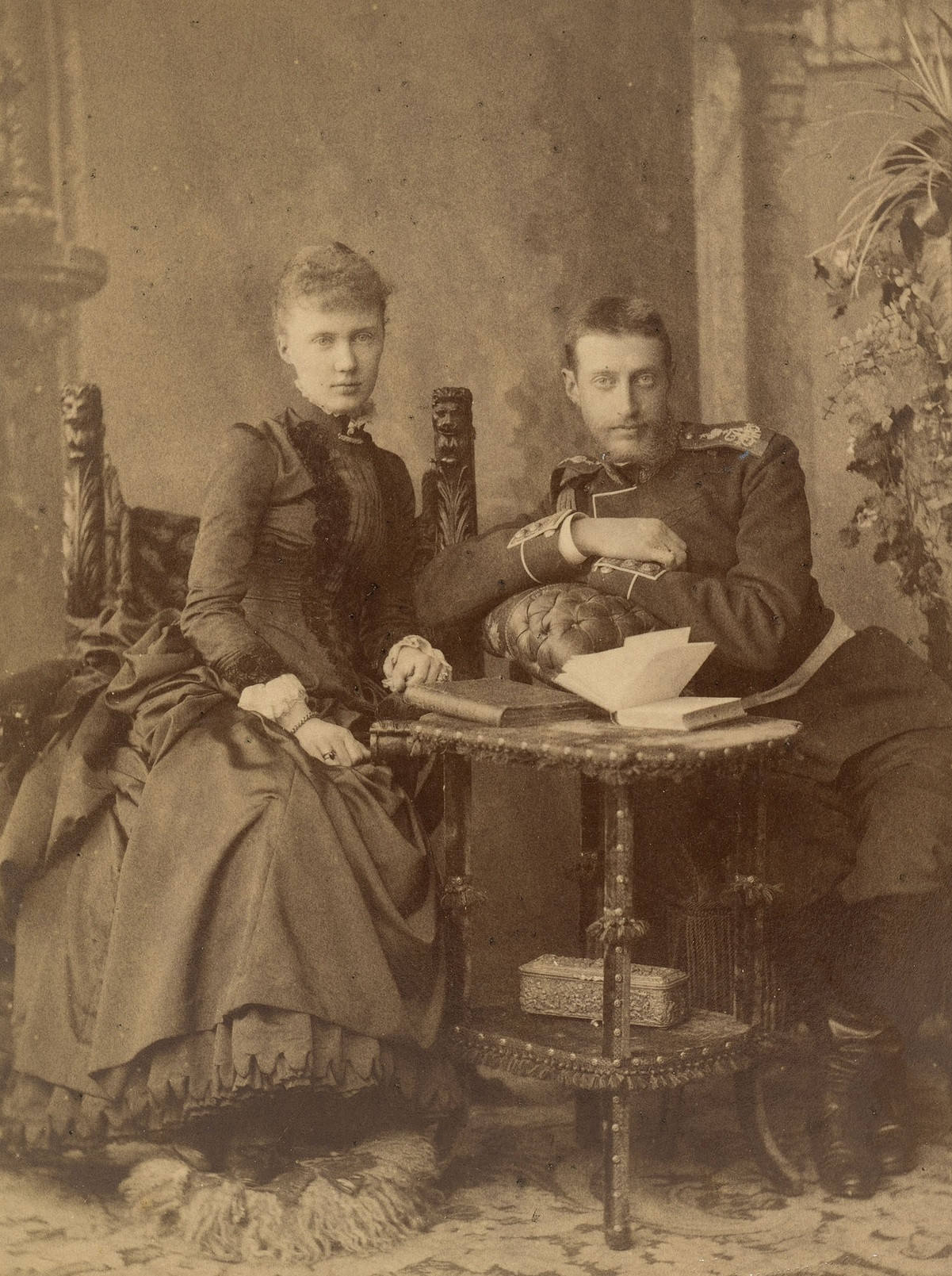
Elżbieta z wielkim księciem Konstantym

Wielka księżna Elżbieta Mawrikijewna, albo Mawra, jak nazywali ją Romanowowie, była popularną osobą i miała dobre stosunki z carem Mikołajem II.
Gdy wybuchła I wojna światowa, Elżbieta uświadomiła sobie, że stoi po stronie wrogiej wobec jej rodzinnych Niemiec. Jej synowie wstąpili do armii i walczyli na froncie. Jeden z nich, Oleg, zginął w 1914 roku na Litwie, gdzie udała się Elżbieta, chcąc zobaczyć umierającego syna.

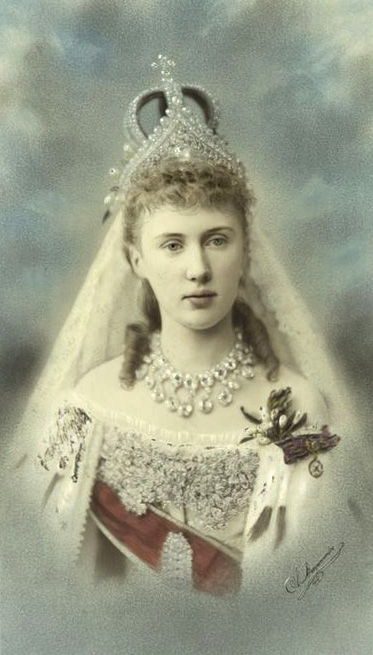
Wielka księżna Elżbieta.

Tragiczna śmierć syna doprowadziła do przedwczesnego zgonu wielkiego księcia Konstantego w 1915 roku. Tego samego roku zięć wielkiej księżnej (mąż księżniczki Tatiany) również zginął na wojnie. Po rewolucji październikowej Elżbieta zdołała uciec z Rosji, jednak kilku z jej synów zostało schwytanych przez bolszewików. Iwan, Konstantyn i Igor, w lipcu 1918 zostali rozstrzelani przez bolszewików w Ałapajewsku na Syberii, wraz z kilkoma innymi członkami rodziny. Jej szwagier, wielki książę Dymitr Konstantynowicz, został rozstrzelany w Piotrogrodzie następnego roku.
Wielka księżna Elżbieta wraz z dwójką najmłodszych dzieci, księciem Jerzym i księżniczką Wierą, pozostawała w Pawłowsku przez całą wojnę. W 1918 roku bolszewicy pozwolili wielkiej księżnej i jej dzieciom wyjechać do Sztokholmu na zaproszenie szwedzkiej królowej Wiktorii Badeńskiej. W szwedzkim porcie przywitał ich książę Gustaw Adolf, który zabrał ich do pałacu królewskiego.
Elżbieta wraz z Werą i Jerzym mieszkała w Szwecji przez dwa lata, najpierw w Sztokholmie, później w Saltsjöbaden. Jednak życie w tym kraju okazało się zbyt drogie i rodzina przeniosła się do Belgii na zaproszenie Alberta I Koburga, króla Belgii. Później przenieśli się do Niemiec i osiedli w Altenbergu, gdzie mieszkali przez 30 lat (z wyjątkiem paru lat, które spędzili w Anglii).
Wielka księżna Elżbieta zmarła na raka w Lipsku.